# Parfait Tic!
Parfait Tic! (パフェちっく!?, Pafe chikku!) è un manga shōjo creato da Nagamu Nanaji e pubblicato in Giappone dalla Shūeisha.
In Italia è stato pubblicato da Star Comics.
Ne è stato tratto un drama taiwanese in 13 puntate intitolato Love Buffet e trasmesso dal dicembre 2010 al marzo 2011. 

## Trama
È la storia di Fuko, una ragazza senza particolare intelligenza o bellezza, che si ritrova come vicini di casa due ragazzi piuttosto affascinanti, Ichi e Daiya, cugini diametralmente opposti fra loro ma parimenti popolari nella scuola che tutti e tre frequentano.
Fuko si troverà così coinvolta in un triangolo amoroso che si protrarrà a lungo, finché non capirà quale dei due ama veramente.